# Gran del carp
L'os gran, magne, capitat o capitatum (nomenclatura actual) (magnumo capitatum) és un os del carp, parell, curt i esponjós, cuboide, format per tres porcions: cap, coll i cos, amb sis cares, de les quals quatre són articulars. És el tercer os de la segona fila del carp. S'articula amb l'escafoides, semilunar, trapezoide, ganxut i els 2, 3 i 4 metacarpians.

## Ossos del carp
| Fila     | Nom           | Articulacions proximals/radials         | Articulacions distals              | Articulacions metacarpianes |
| Proximal | Escafoide     | radi, semilunar                         | trapezi, trapezoide, gran del carp | -                           |
| Proximal | Semilunar     | radi, escafoide, piramidal              | gran del carp, ganxut              | -                           |
| Proximal | Piramidal     | semilunar, pisiforme (però no el cúbit) | ganxut                             | -                           |
| Proximal | Pisiforme     | piramidal                               | -                                  | -                           |
| Distal   | Trapezi       | escafoide                               | trapezoide                         | #1 i #2                     |
| Distal   | Trapezoide    | escafoide                               | trapezi, gran del carp             | #2                          |
| Distal   | Gran del carp | escafoide, semilunar                    | trapezoide, ganxut                 | #2, #3 i #4                 |
| Distal   | Ganxut        | piramidal, semilunar                    | gran del carp                      | #4 i #5                     |

## Imatges

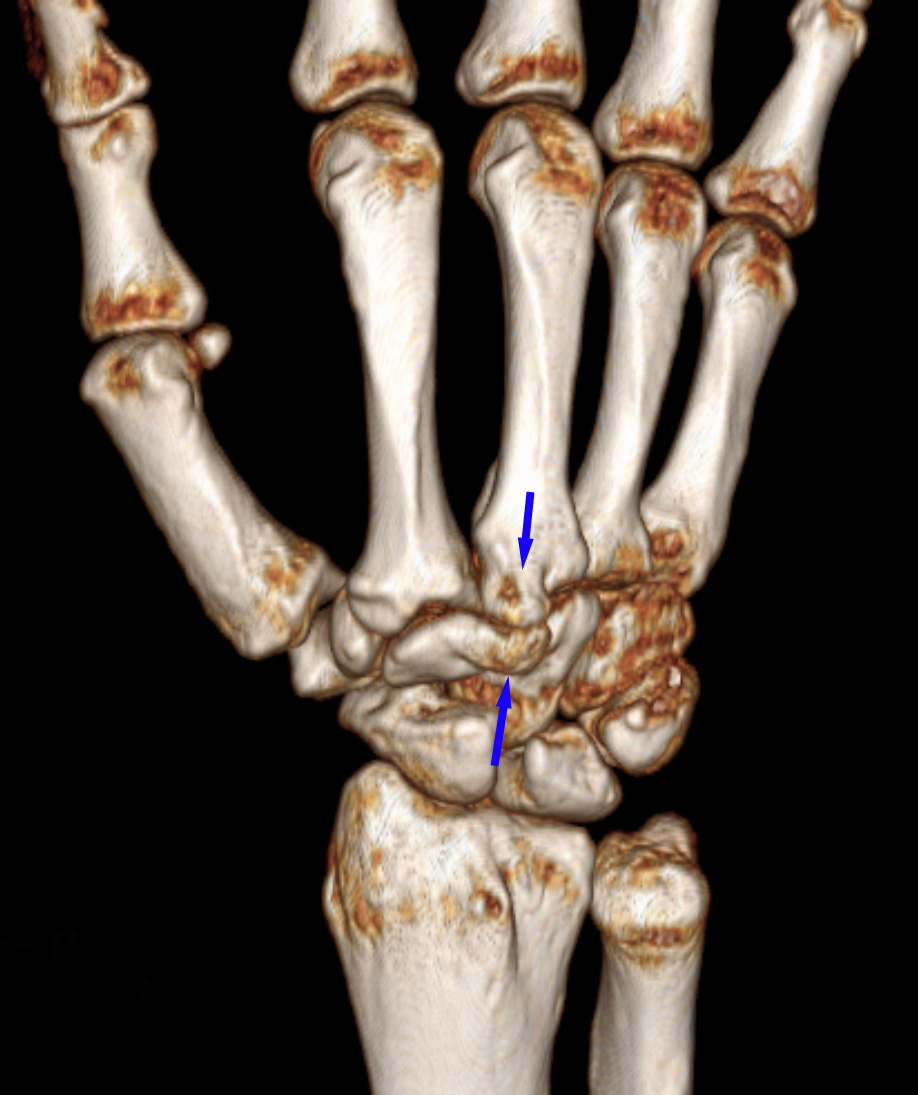
Reconstrucció tridimensional per CT, dels ossos del carp
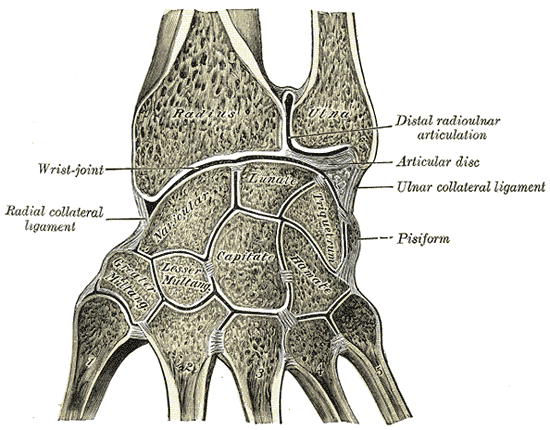
Ossos del canell, placa d' Anatomy of the Human Body , 1918
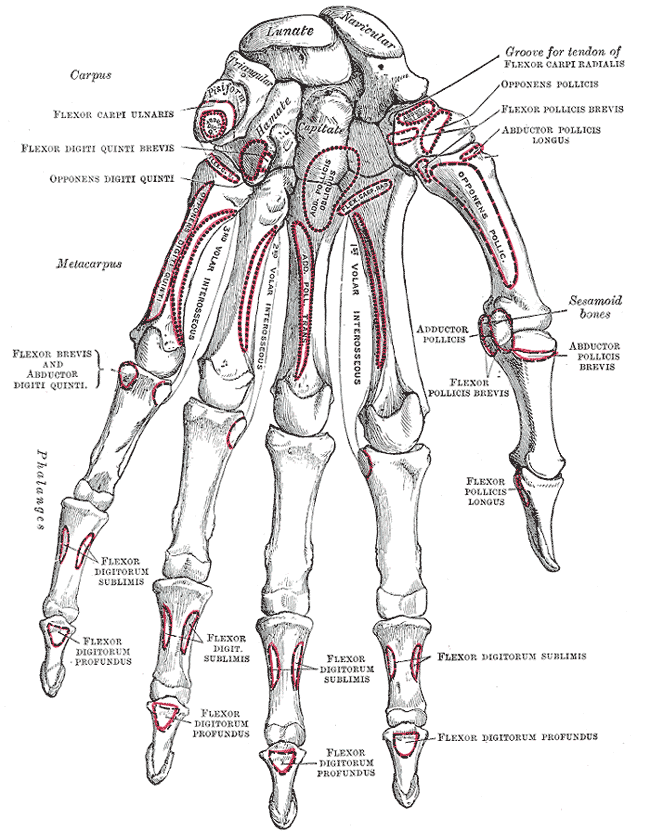
Ossos de la mà esquerra. Cara palmar
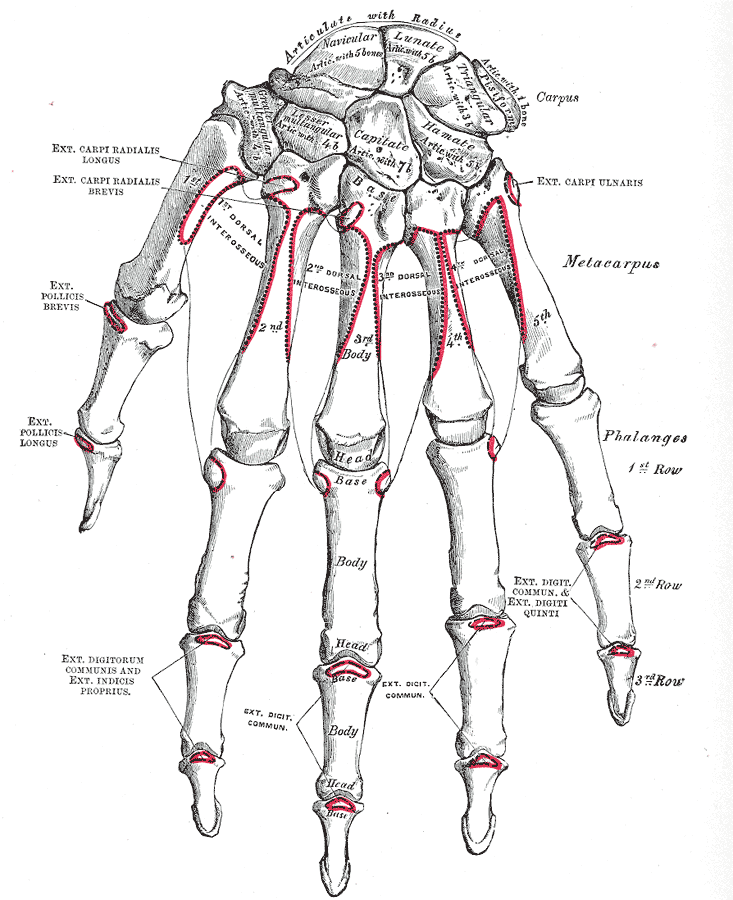
Ossos de la mà esquerra. Cara dorsal